# Timon-Pascal Kahofer
Timon-Pascal Kahofer (* 10. März 1999 in Hall in Tirol) ist ein österreichischer Skispringer.

## Werdegang
Timon-Pascal Kahofer, der in seiner Jugend auch an Wettbewerben der Nordischen Kombination teilnahm, startete international erstmals im Rahmen zweier Wettbewerbe in Seefeld in Tirol am 19. und 20. Dezember 2015 im Alpencup, bei denen er hintere Platzierungen belegte. Sein nächster Start im Alpencup erfolgte 2017, weitere ab 2018. Kahofer debütierte am 23. und 24. Februar 2019 in Villach im FIS-Cup, wo er zweimal den 42. Platz belegte. Seitdem startete er mehrmals im FIS-Cup; seine beste Platzierung war ein fünfter Platz im Oktober 2019 an gleicher Stelle. Schließlich debütierte Kahofer am 7. und 8. März 2020 in Lahti im Continental Cup, wo er die Plätze 24 und 17 belegte und damit auch zugleich seine ersten Continental-Cup-Punkte erreichte. Bei seiner erst vierten Wettbewerbsteilnahme am Continental Cup im Rahmen der Wettbewerbe im Wisła am 18. und 19. September 2020 erreichte er nach einem siebten Platz am ersten Wettbewerbstag mit einem dritten Platz am zweiten Wettbewerbstag seine erste Podestplatzierung im Continental Cup.

## Sonstiges
Kahofer hat zwei Brüder, die beide ebenso als Skispringer aktiv waren. Mit seinem älteren Bruder Marius (* 1997) betreibt Kahofer seit 2020 den Podcast „Brüder, muss los“. Von 2013 bis 2019 besuchte er das Schigymnasium Stams. Neben seiner Sportkarriere engagiert sich Kahofer in der Freikirche Vineyard in Innsbruck, wo er unter anderem Leiter einer Jugendgruppe ist. Nach eigenen Angaben sei der Glaube das Fundament seines Lebens. Im Frühjahr 2019 übernahm Kahofer gemeinsam mit zwei weiteren Personen zwischenzeitlich die Leitung der sogenannten Flughunde des WSV Wörgl im Skispringen und der Nordischen Kombination.

## Erfolge

### Continental-Cup-Siege im Einzel
| Nr. | Datum              | Ort         | Typ         |
| --- | ------------------ | ----------- | ----------- |
| 1.  | 25. September 2021 | Klingenthal | Großschanze |

## Statistik

### Weltcup-Platzierungen
| Saison  | Platz | Punkte |
| ------- | ----- | ------ |
| 2020/21 | 64.   | 09     |

### Grand-Prix-Platzierungen
| Saison | Platz | Punkte |
| ------ | ----- | ------ |
| 2021   | 66.   | 16     |

### Continental-Cup-Platzierungen
| Saison  | Sommer | Sommer | Winter | Winter | Gesamt | Gesamt |
| Saison  | Platz  | Punkte | Platz  | Punkte | Platz  | Punkte |
| ------- | ------ | ------ | ------ | ------ | ------ | ------ |
| 2019/20 | —      | —      | 081.   | 021    | 122.   | 021    |
| 2020/21 | 004.   | 096    | 036.   | 108    | 027.   | 204    |
| 2021/22 | 007.   | 232    | —      | —      | 043.   | 232    |